# HMS Monmouth (1901)
Pour les autres navires du même nom, voir HMS Monmouth.
Le HMS Monmouth est le navire de tête de la classe Monmouth, elle-même dérivée de la classe Drake. C'est un croiseur cuirassé de la Royal Navy britannique de 9 800 tonnes, qui a été bombardé et coulé à la bataille de Coronel en 1914.

L'armement de ce navire étaient fondées sur 14 pièces de 152 mm, disposées en deux tourelles doubles, l'une à l'avant et l'autre à l'arrière, et en deux batteries latérales aménagées sur deux ponts distincts comportant chacune 5 canons de 152 mm.

## Histoire
Le HMS Monmouth, commandé en 1899 par la Royal Navy, a, dès sa conception, été techniquement dépassé. Son artillerie était périmée et son blindage trop faible pour un croiseur cuirassé en comparaison à ses homologues allemands et à leurs armements (vis-à-vis de leurs torpilles notamment). Toutes ces imperfections ont contribué à la perte de ce navire très peu maniable et dépassé par son armement qui ne pouvait opérer que des tirs rapprochés.
Ce navire piloté par le capitaine Frank Brandt servira sur les côtes chinoises entre 1906 et 1913, sera affecté au 4e escadron (Indes occidentales) sous le commandement de l'amiral Sir Christopher Cradock. Le HMS Monmouth a participé à la bataille de Coronel sur la côte chilienne le 1er novembre 1914, sérieusement endommagé par le croiseur Gneisenau, il sera achevé par le croiseur Nürnberg. Il n'y eut pratiquement aucun survivant.

## Mémorial
Un mémorial est élevé à Portsmouth, à la mémoire de toutes les victimes de la bataille du Coronel. L'organisation de l'espace mémorial met à la disposition des visiteurs un service d'aide à la recherche de la stèle représentant le bateau ou la plaque immortalisant le nom de chacun des marins disparus.